# Station Golczewo Młyn
Station Golczewo Młyn was een spoorwegstation in de Poolse plaats Golczewo.